# Paul Leverkühn

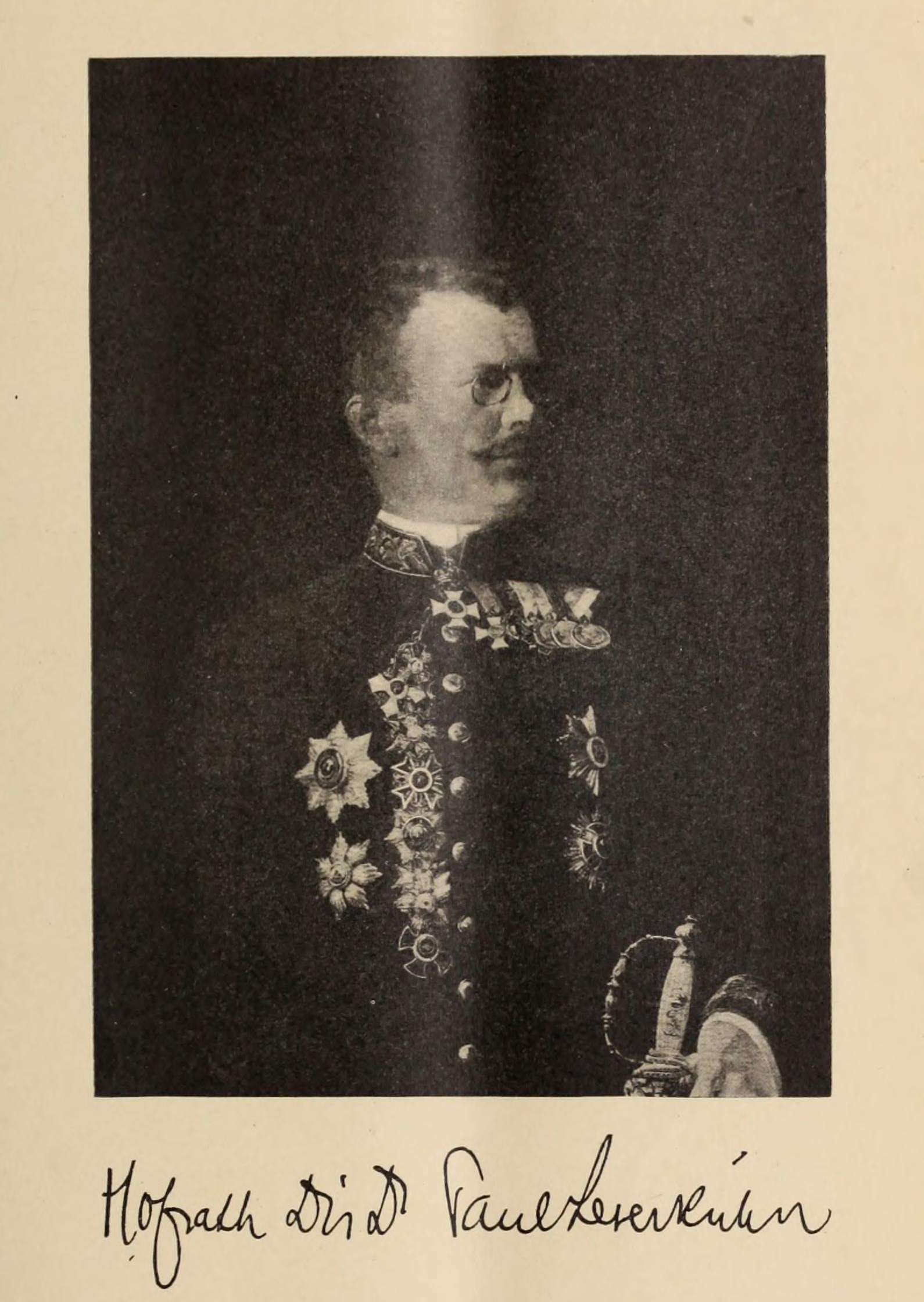
Paul Leverkühn (1867–1905)

Todesanzeige in Ornithologische Monatsschrift

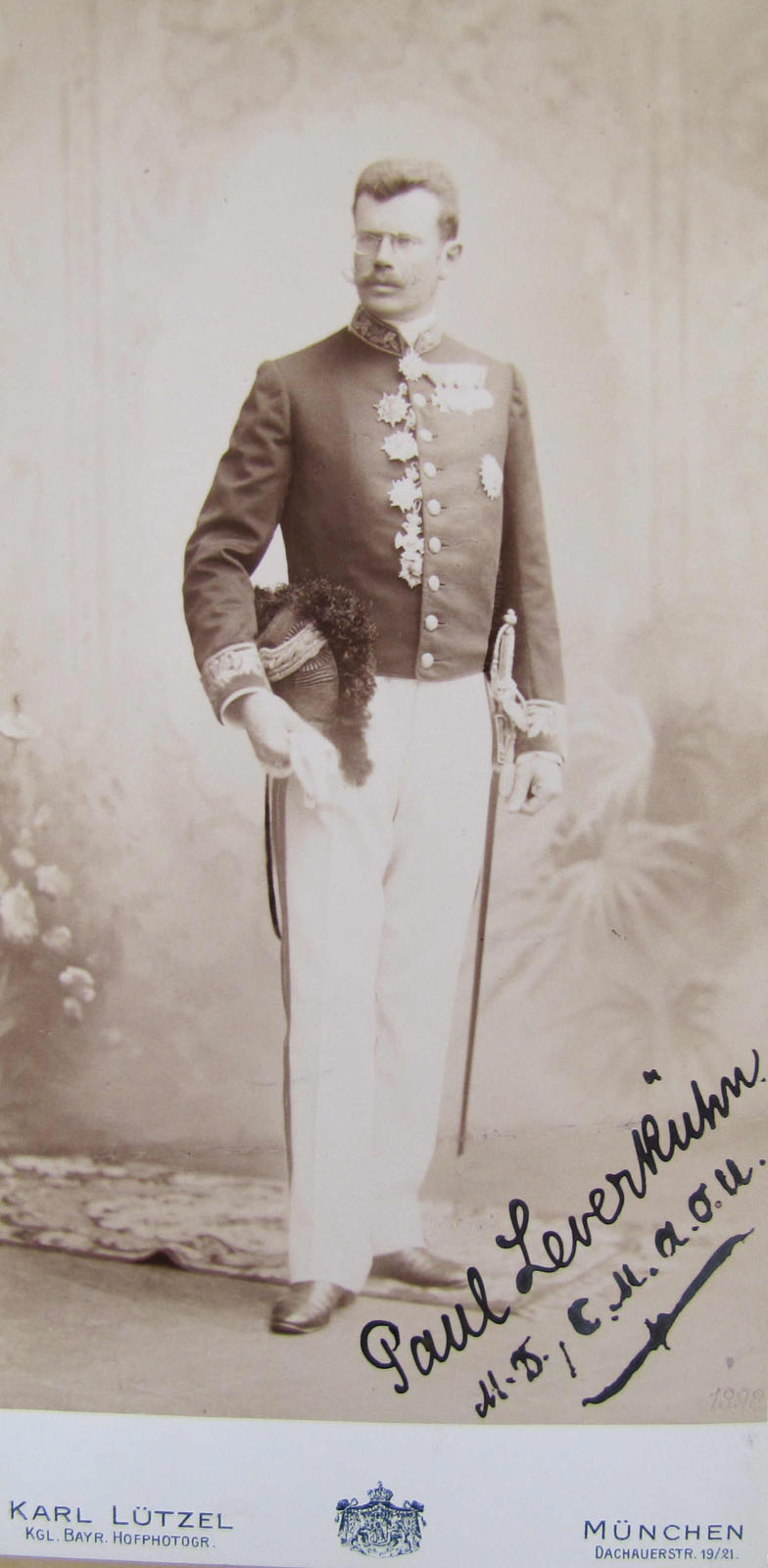
Paul Leverkühn 1898

Paul Leverkühn, vollständig  Paul Georg Heinrich Martin Reinhold Leverkühn (* 12. Januar 1867 in Hannover; † 5. Dezember 1905 in Sofia, Bulgarien) war ein deutscher Mediziner und  Ornithologe.

## Leben
Leverkühn war ein Sohn des Geheimen Regierungsrates Carl Leverkühn und seiner Frau Louise, geb. Grisebach, einer Schwester von August Grisebach. Der Jurist August Leverkühn war sein Bruder.
Er besuchte das Lyceum I in Hannover und für ein Jahr das Gymnasium in Clausthal. Ab 1886 studierte er Humanmedizin, an den Universitäten Kiel (bis 1888), Straßburg (1888/89), Freiburg (1889) und von 1889 bis 1891 an der Universität München. In München bestand er im Februar 1891 das medizinische Staatsexamen und wurde am 9. Mai 1891 zum Dr. med. promoviert. Er war zunächst in München als praktischer Arzt und Assistenzarzt tätig, bis er im Juni 1892 von Fürst Ferdinand von Bulgarien engagiert wurde. Vor der Übersiedlung nach Bulgarien machte er noch eine militärische Übung in der bayerischen Armee und wurde Reserve-Sanitäts-Offizier, später Stabsarzt der Reserve.
Im Mai 1893 traf er in Sofia ein, wo er zunächst Privatsekretär des Fürsten war; schon einen Monat später ernannte ihn Ferdinand zum Direktor der wissenschaftlichen Sammlungen. 1897 übernahm er zusätzlich die Aufgaben des fürstlichen Privatsekretärs für die deutschsprachige Korrespondenz und Bibliothekars.
Leverkühns Leidenschaft galt der Sammlung und dem Schutz von Vögeln. Zusammen mit Carl Parrot (1867–1911) gründete er 1889 einen Ornithologischen Lese-Cirkels in Bayern, innerhalb dessen die wichtigsten ornithologischen Fachschriften zirkulieren sollen. Während sich Karl Theodor Liebe (1828–1894) anfangs noch skeptisch über die Erfolgsaussichten äußerte, zeigt er sich später beeindruckt. So schrieb er:

„Mit Freude aber hörte ich seither zu wiederholten Malen, daß der mit frischem Muthe gegründete Lesecirkel nicht nur sein Dasein friste, sondern auch sich vorwärts entwickelt.“

Und weiter bemerkte er…

„Herr Leverkühn verdient durch sein tapferes Vorgehen und Aushalten unsere volle Anerkennung und sein Lesecirkel unsere wärmste Empfehlung.“

Gegen einen Jahresbeitrag von 15 Mark wurden 40 Zeitschriften veröffentlicht. 21 der Zeitschriften waren reine ornithologische Zeitschriften, 7 Jagd- und Sportzeitschriften und 12 allgemeine und spezielle zoologische Zeitschriften.
Später würde Leverkühn der erste Direktor des 1889 von Ferdinand I. gegründeten Naturhistorischen Museums in Sofia, das heute als National Museum of Natural History in Sofia (NMNHS) bekannt ist. Leverkühn organisierte die erste Ausstellung, die 14 Hallen mit zwei Stockwerken umfasste, die aber erst 1907 nach seinem Tod für das Publikum zugänglich gemacht wurde.
1884 publizierte er in der Zeitschrift Ornithologische Monatsschrift des deutschen Vereines zum Schutze der Vogelwelt den Artikel Jagdergebnisse. Darin ging es u. a. über die Ansiedlung des Fasans und den Abschuss des Seeadlers. Es folgte 1887 Der ornithologische Nachlass Adolf Mejer’s im Journal für Ornithologie. Er vollendete damit das Werk Adolf Mejers. Erneut veröffentlichte er 1889 in der Ornithologischen Monatsschrift des deutschen Vereines zum Schutze der Vogelwelt den Artikel Literarisches über das Steppenhuhn. Im Ornithologisches Jahrbuch, welches von Victor Ritter von Tschusi zu Schmidhoffen herausgegeben wurde, publizierte er Eine alte pommersche Vogelfauna. 1892 erschien von Leverkühn in der Stettiner Zeitschrift ein Bericht mit Namen Über eine abnorm gefärbte Ente. 1894 berichtete er Über das Brutgeschäft der Crotophagiden im Journal für Ornithologie. 1901 folgte im Journal für Ornithologie ein Nachruf auf Gustav Hartlaub Zur Erinnerung an Dr. Gustav Hartlaub, mit dem er regelmäßig im Briefkontakt stand. In diesem Nachruf zitiert er einen Brief Hartlaubs, in dem dieser den Vorreiter der ungarischen Ornithologie Salamon János Petényi (1799–1855) diffamierte. In seinem Nachruf Hofrat Dr. Paul Leverkühn † in der Zeitschrift Falco kritisiert Otto Kleinschmidt diese Hartlaub Zitate Leverkühns, die er gerne gestrichen gesehen hätte. Da Leverkühn eine Reise im Balkan von Freunden Kleinschmidts aus Gründen des Vogelschutzes verhindern wollte, gab es auch zwischen diesen beiden Kollegen Differenzen, die aber später ausgeräumt wurden.
Im Jahr 1905 starb Leverkühn an Typhus. In Ausführung seines Wunsches wurde sein Leichnam nach einer Trauerfeier in der deutschen evangelischen Kirche in Sofia nach Gotha überführt, um im dortigen Krematorium verbrannt zu werden.

## Erstbeschreibungen
Leverkühn war für einige Vogelarten und Unterarten der Erstautor. Bei einigen Beschreibungen arbeitete er mit Hans Hermann Carl Ludwig von Berlepsch zusammen. Zusammen mit Berlepsch beschrieb er das Taxon für die folgenden Arten und Unterarten:

### Arten
Zu den Arten, die Leverkühn und Berlepsch beschrieben, gehören chronologisch:
- Grauflügel-Ameisenschlüpfer (Myrmotherula behni Berlepsch & Leverkühn, 1890)
- Östlicher Dunkeldickichtschlüpfer (Synallaxis cabanisi Berlepsch & Leverkühn, 1890)

### Unterarten
Zu den Unterarten, die Leverkühn gehören chronologisch:
- Unterart des Langschwanz-Soldatenstärlings (Sturnella loyca falklandica (Leverkühn, 1889))
- Unterart des Östlichen Dunkeldickichtschlüpfers (Synallaxis cabanisi cabanisi Berlepsch & Leverkühn, 1890)
- Unterart des Braunschopftyrannen (Myiarchus tyrannulus bahiae Berlepsch & Leverkühn, 1890)
- Unterart der Purpurtaube (Patagioenas subvinacea bogotensis (Berlepsch & Leverkühn, 1890))
- Unterart des Augenflecken-Baumsteigers (Xiphorhynchus ocellatus lineatocapilla (Berlepsch & Leverkühn, 1890))

## Orden und Ehrungen
Leverkühns Nachruf in der Leopoldina bemerkte: An äußeren Ehrenbezeichungen  hat es ihm nicht gefehlt; seinem Sarge wurden auf zwei Sammetkissen einundzwanzig hohe Orden vorangetragen.
Dazu zählten:
- 1899: Sankt-Stanislaus-Orden 2. Klasse
- 1899: Fürstlich Montenegrinischer Tschernagorischer Unabhängigkeits-Orden 2 Klasse
- 1899: Fürstlich Montenegrinische Tapferkeits-Medai11e in Silber
- 1900: Zivilverdienstorden (Bulgarien), Komturkreuz
- 1901: Ordre des Palmes Académiques
- 1901: Sonnen- und Löwenorden, Großkreuz
- 24. Juni 1902: Ernennung zum Hofrat
- 1902: St. Alexander-Orden, Komturkreuz
- 1904: Wahl in die Deutsche Akademie der Naturforscher Leopoldina
- 1904: Königlicher Kronen-Orden (Preußen) 3. Klasse

## Werke
- Ueber Farbenvarietäten bei Vögeln. Aus den Museen in Hannover, Hamburg und Kopenhagen. In: Journal für Ornithologie. Band 35, Nr. 177, 1887, S. 79–86 (online [abgerufen am 7. Januar 2013]).
- Der ornithologische Nachlass Adolf Mejer’s. In: Journal für Ornithologie. Band 35, Nr. 178, 1887, S. 189–213 (online [abgerufen am 7. Januar 2013]).
- Südamerikanische Nova aus dem Kieler Museum. In: Journal für Ornithologie. Band 37, Nr. 185, 1889, S. 101–109 (online [abgerufen am 7. Januar 2013]).
- Die Legende vom Stieglitz. In: Ornithologische Monatsschrift. Band 15, 1890, S. 278–281.
- mit Hans von Berlepsch: Studien über einige südamerikanische Vögel nebst Beschreibungen neuer Arten. In: Ornis. Band 6, Nr. 1, 1890, S. 1–32 (online [abgerufen am 7. Januar 2013]).
- Baldamus, Nachruf von P.Leverkühn. In: Ornithologische Monatsschrift. Band 18, Nr. 12, 1893, S. 472–475.
- Vogelschutz in England. In: Ornithologische Monatsschrift. Band 19, 1894, S. 15–29 (online [abgerufen am 7. Januar 2013]).
- Vogelschutz in England. In: Ornithologische Monatsschrift. Band 19, 1894, S. 45–53 (online [abgerufen am 7. Januar 2013]).
- Vogelschutz in England. In: Ornithologische Monatsschrift. Band 19, 1894, S. 82–88 (online [abgerufen am 7. Januar 2013]).
- Vogelschutz in England. In: Ornithologische Monatsschrift. Band 19, 1894, S. 123–129 (online [abgerufen am 7. Januar 2013]).
- Vogelschutz in England. In: Ornithologische Monatsschrift. Band 19, 1894, S. 165–175 (online [abgerufen am 7. Januar 2013]).
- Vogelschutz in England. In: Ornithologische Monatsschrift. Band 19, 1894, S. 199–202 (online [abgerufen am 7. Januar 2013]).
- Vogelschutz in England. In: Ornithologische Monatsschrift. Band 19, 1894, S. 228–233 (online [abgerufen am 7. Januar 2013]).
- Vogelschutz in England. In: Ornithologische Monatsschrift. Band 19, 1894, S. 257–262 (online [abgerufen am 7. Januar 2013]).
- Vogelschutz in England. In: Ornithologische Monatsschrift. Band 19, 1894, S. 291–297 (online [abgerufen am 7. Januar 2013]).
- Vogelschutz in England. In: Ornithologische Monatsschrift. Band 19, 1894, S. 308–312 (online [abgerufen am 7. Januar 2013]).
- Vogelschutz in England. In: Ornithologische Monatsschrift. Band 19, 1894, S. 341–346 (online [abgerufen am 7. Januar 2013]).
- Über das Brutgeschäft der Crotophagiden. In: Journal für Ornithologie. Band 42, Nr. 1, 1894, S. 44–80 (online [abgerufen am 7. Januar 2013]).
- mit Carlo Ettore Arrigoni degli Oddi: Die ornithologische Litteratur Italiens während der Jahre 1891 bis 1893. In: Journal für Ornithologie. Band 42, Nr. 3, 1894, S. 280–290 (online [abgerufen am 7. Januar 2013]).
- Zur Erinnerung an Dr. Gustav Hartlaub. In: Journal für Ornithologie. Band 49, Nr. 3, 1897, S. 337–359 (online [abgerufen am 7. Januar 2013]).
- Fremde Eier im Nest. Ein Beitrag zur Biologie der Vögel. Fr. Eugen Köhler, Gera-Untermhaus 1904.
- Biographisches über die drei Naumanns und Bibliographisches über ihre Werke nebst den Vorreden zur zweiten Auflage der Naturgeschichte der Vögel Deutschlands. Eugen Köhler, Gera-Untermhaus 1904.
- Hartwig Friedrich Wiese. Nekrolog mit ornithologischen Beiträgen aus seinen Briefen. In: Die Heimat. Monatsschrift des Vereins zur Pflege der Natur- und Landeskunde in Schleswig-Holstein, Hamburg und Lübeck. Bd. 15 (1905), Heft 8, August 1905, S. 173–181 (Digitalisat), Heft 9, September 1905, S. 197–201 (Digitalisat).